# Batalla de Artemisio
La batalla de Artemisio consistió en una serie de enfrentamientos navales que transcurrieron durante tres días en el contexto de la segunda guerra médica. La batalla tuvo lugar al mismo tiempo que el enfrentamiento terrestre de las Termópilas, en agosto o septiembre de 480 a. C., frente a las costas de Eubea, y enfrentó a una alianza de polis griegas (que incluía a Esparta, Atenas, Corinto y otras ciudades-estado) con el Imperio persa de Jerjes I.
La invasión persa fue una respuesta tardía a la derrota sufrida en su primera invasión a Grecia, que había acabado con la victoria ateniense en la batalla de Maratón. Jerjes había reunido un ejército y una armada inmensos, y se lanzó a la conquista de toda Grecia. El general ateniense Temístocles propuso que la alianza griega bloqueara el avance del ejército persa en el paso de las Termópilas y, simultáneamente, inmovilizara a la armada enemiga en el estrecho de Artemisio. En consecuencia, se despachó una fuerza naval aliada compuesta de 271 trirremes para que aguardase la llegada de los persas.
Hacia fines del verano, cerca de Artemisio, la flota persa quedó atrapada por un vendaval frente a las costas de Magnesia y perdió aproximadamente un tercio de sus 1200 barcos. Tras llegar a Artemisio, los persas hicieron que un destacamento de 200 barcos rodeasen la costa de Eubea para intentar atrapar a los griegos, pero los navíos se encontraron con otra tormenta y naufragaron. El combate principal de la batalla sucedió tras dos días de pequeños enfrentamientos. Ambos bandos lucharon todo el día, sufriendo pérdidas más o menos similares, pero al ser más pequeña, la flota aliada no podía permitirse aquellas pérdidas.
Tras el enfrentamiento, los aliados recibieron la noticia de la derrota de sus tropas en las Termópilas. Puesto que su estrategia exigía conservar tanto las Termópilas como Artemisio, y dadas sus bajas, los aliados decidieron retroceder a Salamina. Los persas invadieron Beocia y capturaron Atenas, que había sido evacuada. No obstante, y en la búsqueda de obtener una victoria decisiva sobre la flota aliada, los persas fueron derrotados más tarde en la batalla de Salamina a fines de 480 a. C. Temeroso de quedar atrapado en Europa, Jerjes se retiró a Asia junto con gran parte de su ejército, dejando a Mardonio la misión de completar la conquista de Grecia. Sin embargo, al año siguiente el ejército aliado venció de manera decisiva a los persas en la batalla de Platea, poniendo fin a la invasión.

## Historiografía

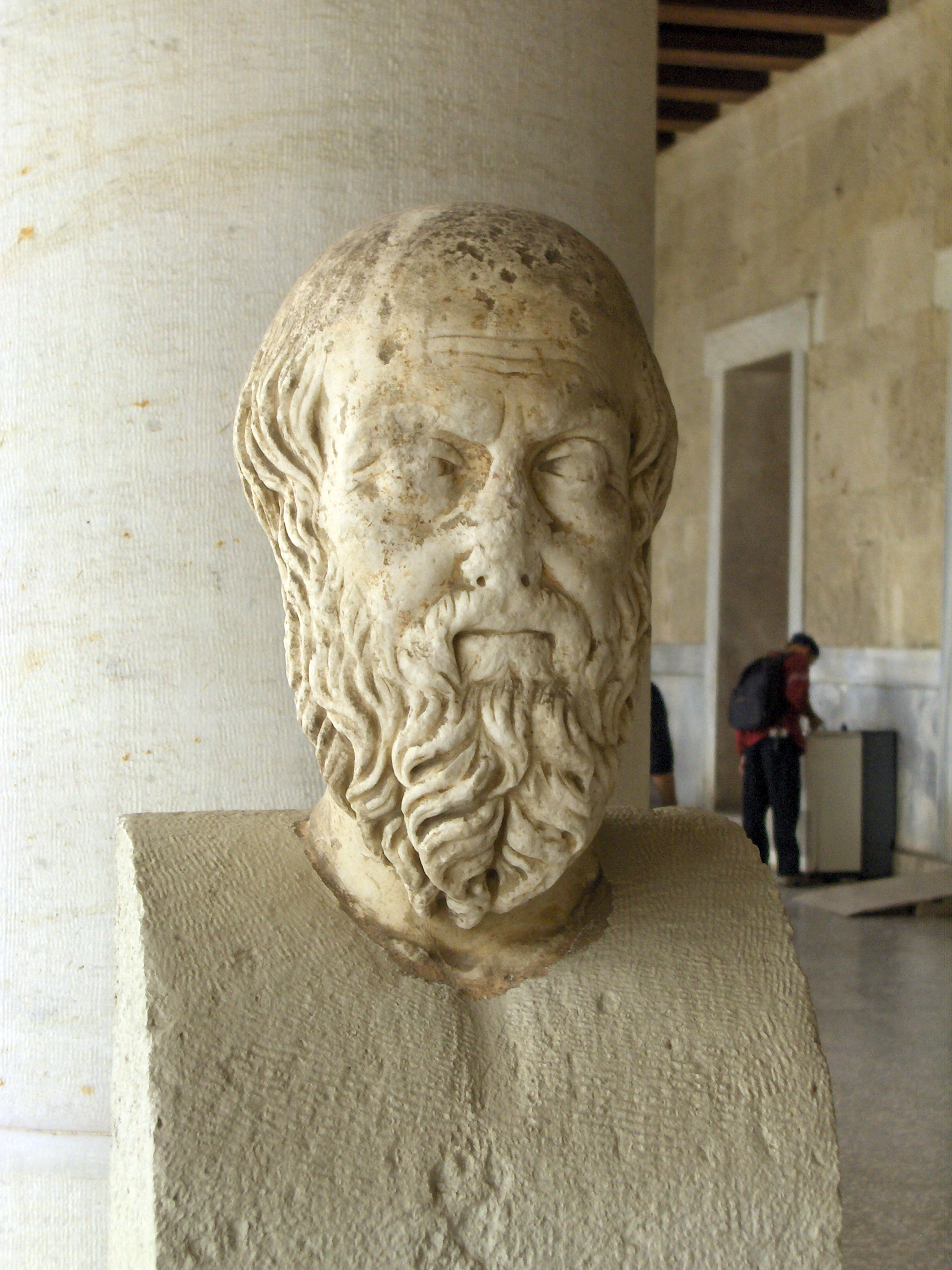
Busto de Heródoto. Museo del Ágora de Atenas.

La principal fuente acerca de las guerras médicas es el historiador griego Heródoto, nacido en 484 a. C. en Halicarnaso, Asia Menor (en aquella época, bajo la jefatura de los persas), y a quien la historiografía considera el «padre de la Historia». Heródoto escribió su Historias aproximadamente en 440-430 a. C. en un intento por rastrear los orígenes de las guerras médicas, que aún serían historia relativamente reciente (las guerras concluyeron en 450 a. C.). El enfoque de Heródoto era completamente novedoso y, al menos dentro de la sociedad occidental, parece haber sido el inventor de la Historia tal como la conocemos en la actualidad. En palabras de Tom Holland:

Por primera vez, un cronista se propone rastrear los orígenes de un conflicto no hasta un pasado tan antiguo o remoto que resultara fabuloso, sin atribuirlo a los deseos o caprichos de algún dios, ni tampoco al destino manifiesto de un pueblo, sino a explicaciones que él mismo pudiese verificar.
Holland

Algunos de los historiadores antiguos posteriores, pese a seguir sus pasos, criticaron a Heródoto, siendo Tucídides el primero de ellos. No obstante, Tucídides decidió comenzar su historia en el punto donde Heródoto la había dejado (en el sitio de Sestos), y por lo tanto era evidente que consideraba que la narración de Heródoto era lo suficientemente precisa para no necesitar una reescritura o corrección. Plutarco criticó a Heródoto en su ensayo Sobre la maldad de Heródoto, donde lo describía como Philobarbaros (amante de los bárbaros) por no ser lo suficientemente favorable a los griegos, lo que sugiere que Heródoto en realidad habría realizado un trabajo razonable desde el punto de vista de la objetividad. La opinión negativa sobre Heródoto llegó hasta la Europa renacentista, aunque sus obras se siguieron leyendo ampliamente. Sin embargo, a partir del siglo XIX su reputación fue rehabilitada drásticamente gracias a varios descubrimientos arqueológicos que confirmaron una y otra vez su versión de los hechos. La opinión moderna predominante es que, en general, Heródoto efectuó un trabajo extraordinario con su Historias, pero que ciertos detalles específicos (en especial el número de tropas y las fechas) deben observarse con escepticismo. De todas maneras, algunos historiadores aún creen que Heródoto inventó gran parte de lo narrado.
El historiador siciliano Diodoro Sículo, que escribió su Biblioteca histórica en el siglo I a. C., también proporciona una crónica de las guerras médicas, para la cual se basa en el historiador griego Éforo de Cime. Dicha crónica concuerda bastante con el relato de Heródoto. Cierto número de historiadores antiguos también describieron las guerras médicas, aunque en menor detalle; entre ellos se encuentran Plutarco, Ctesias y se mencionan otros autores, como el dramaturgo Esquilo. Las evidencias arqueológicas, como por ejemplo la Columna de las Serpientes, respaldan varias de las afirmaciones realizadas por Heródoto.

## Contexto
Las ciudades estado griegas de Atenas y Eretria habían respaldado la inexitosa revuelta jónica contra el Imperio persa de Darío I en 499-494 a. C. El Imperio Persa aún era relativamente joven, y sus pueblos sometidos eran propensos a revueltas. Además, Darío era un usurpador y había ocupado una parte significativa de su tiempo en extinguir las revueltas contra su gobierno. La revuelta jónica había amenazado la integridad de su imperio, y Darío juró vengarse de los involucrados, en especial de aquellos que no fueran parte del imperio. Darío también vio la oportunidad de expandir su dominio por el territorio dividido de la Antigua Grecia. Una expedición preliminar al mando de Mardonio, realizada en 492 a. C. con el objetivo de adueñarse de los pasos por tierra hacia Grecia, concluyó con la reconquista de Tracia y obligó a Macedonia a convertirse en un reino cliente de Persia.
En 491 a. C., Darío envió emisarios a todas las ciudades estado de Grecia para solicitar un obsequio de «tierras y aguas» como gesto simbólico de su sumisión ante él. Tras haber recibido una demostración de su poderío el año anterior, la mayoría de las ciudades griegas accedieron a las peticiones. Sin embargo, en Atenas, los embajadores fueron sometidos a juicio y ejecutados, mientras que en Esparta, sencillamente, fueron arrojados a un pozo, lo que puso a esta última en guerra contra Persia.
Como respuesta, Darío reunió un ejército expedicionario anfibio al que puso bajo el mando de Datis y Artafernes en 490 a. C. Estas mismas tropas atacaron luego Naxos antes de recibir la rendición de las demás islas Cícladas. A continuación el ejército expedicionario marchó sobre Eretria, a la cual asedió y destruyó. Por último, el ejército persa se lanzó a la empresa de atacar Atenas y desembarcó en la bahía de Maratón, donde chocó contra un ejército ateniense ampliamente inferior en número. En la batalla que sobrevino, los atenienses obtuvieron una victoria sorpresiva que resultó en la retirada a Asia por parte del ejército persa.

Mapa del mundo griego en época de la guerra.

Como consecuencia, Darío comenzó a reunir un inmenso nuevo ejército con el cual pretendía subyugar por completo a Grecia; pero, en 486 a. C., sus súbditos egipcios se rebelaron, lo que pospuso de forma indefinida toda expedición a Grecia. Darío falleció mientras preparaba su avance contra Egipto, y el trono de Persia pasó a su hijo Jerjes I. Jerjes aplastó la revuelta egipcia y reanudó velozmente los preparativos para invadir Grecia. Puesto que ésta sería una invasión a gran escala, exigió planificación a largo plazo, acopio de reservas y conscripción de soldados. Jerjes decidió crear un puente en el Helesponto para permitir que su ejército entrara en Europa, y que debía cavarse un canal a lo largo del istmo del monte Athos, el canal de Jerjes (una flota persa había sido destruida en 492 a. C. mientras rodeaba aquel cabo). Ambas proezas evidenciaban una ambición excepcional que habría estado más allá de las posibilidades de cualquier estado contemporáneo. Para principios de 480 a. C., los preparativos habían acabado y el ejército que Jerjes había congregado en Sardes marchó hacia Europa, cruzando el Helesponto mediante dos puentes de pontones.
Los atenienses también se habían estado preparando para la guerra con los persas desde mediados de los años 480s a. C., y en 482 a. C., siguiendo los consejos del político ateniense Temístocles, se tomó la decisión de construir una enorme flota de trirremes que sería necesaria para que los griegos enfrentaran a los persas. Sin embargo, los atenienses no contaban con suficientes tropas para combatir por tierra y por mar; en consiguiente, la lucha contra los persas exigiría una alianza por parte de las ciudades estado griegas. En 481 a. C., Jerjes envió embajadores por toda Grecia para solicitar tierras y agua, aunque saltándose en forma deliberada a Atenas y Esparta. Por lo tanto, la alianza comenzó a reunirse alrededor de estos dos estados. A fines de otoño de 481 a. C. se realizó un congreso de ciudades estado en Corinto, y se realizó una alianza confederada (simmachia) de polis griegas. Dicha alianza poseía la facultad de enviar emisarios para pedir ayuda y de despachar tropas desde los Estados miembro hacia los puntos defensivos tras una consulta en conjunto, algo extraordinario para el caótico mundo griego, en especial debido a que muchas de las ciudades estado que acudieron al congreso seguían estando técnicamente en guerra entre ellas.
El congreso volvió a reunirse en la primavera de 480 a. C. Una delegación tesalia propuso que los aliados se congregaran en el estrecho valle de Tempe, situado en la frontera de Tesalia, y bloquearan de ese modo el avance de Jerjes. Se despachó una fuerza de 10 000 hoplitas hacia el valle de Tempe, creyéndose que el ejército persa tendría que pasar por allí. Sin embargo, una vez en el lugar, Alejandro I de Macedonia dio el aviso de que el valle podía circunvalarse a través del Sarantoporo Pass y que el tamaño del ejército de Jerjes era abrumador, por lo que los griegos se retiraron. Poco después, recibieron la noticia de que Jerjes había cruzado el Helesponto.
Por consiguiente, Temístocles propuso a los aliados una segunda estrategia. La ruta hacia los territorios del sur de Grecia (Beocia, Ática y el Peloponeso) demandarían que el ejército de Jerjes atravesara el paso de las Termópilas, que era sumamente estrecho. Los hoplitas griegos podrían bloquear con facilidad dicho paso, independientemente del número de tropas persas. Además, para evitar que los persas rodeasen las Termópilas por mar, las armadas ateniense y aliada podrían bloquear el estrecho de Artemisio. El congreso aprobó esta estrategia doble. No obstante, las ciudades del Peloponeso realizaron planes para retirarse y defender el istmo de Corinto en caso de que fracasase lo planeado, mientras que se evacuaba en masa a las mujeres y niños de Atenas a la ciudad peloponesa de Trecén.

## Preludio
La flota aliada navegó hacia el norte del cabo Artemisio tras conocerse que el ejército persa estaba avanzando junto a la costa más allá del monte Olimpo, probablemente cerca de finales de julio o comienzos de agosto. Los aliados se apostaron en Artemisio, seguramente abandonando sus barcos en la playa del cabo, desde donde podrían hacerse a la mar rápidamente en caso de que fuera necesario. Los aliados enviaron tres barcos a Scíathos como avanzada para que avisaran de la proximidad de la armada persa. Pasaron dos semanas sin que se avistara la flota persa. Finalmente, diez trirremes sidonias llegaron a la costa de Scíathos, y la flota aliada recibió aviso mediante una fogata encendida en la isla. Sin embargo, los barcos patrulla de la alianza fueron tomados desprevenidos y dos de ellos fueron capturados mientras que el tercero quedó encallado. Según Heródoto, en la confusión que siguió y sin la seguridad de si la fogata anunciaba la llegada de toda la flota persa o no, la armada aliada se dirigió al estrecho de Artemisio como medida de precaución. Una vez que estuvo claro que los persas no llegarían ese mismo día, decidieron navegar hacia Calcis, a medio camino al sur siguiendo la costa oriental de Eubea, tras dejar algunos hombres en los cerros de Eubea para avisar sobre la llegada real de los barcos persas.
Los historiadores señalan que los aliados podrían haber malinterpretado el movimiento de los persas, llegando a la conclusión errónea de que éstos se dirigían al este, rodeando Scíathos, con la intención de pasar por la zona este de Eubea. Las señales a través de fogatas deben haber sido realmente simplistas y posiblemente se las haya malinterpretado, o bien los encargados de enviar las señales en verdad creyeron que la flota persa navegaba rumbo al este de Scíathos. Si los persas hubieran navegado alrededor de la costa oriental de Eubea, podrían haberse dirigido directamente al Ática y, por lo tanto, cortado la retirada de la flota aliada. Además, los persas contaban con suficientes barcos para intentar un ataque contra el estrecho de Artemisio y al mismo tiempo circunnavegar Eubea. En consecuencia, la retirada hacia Calcis proporcionaba a los aliados la oportunidad de escapar del estrecho de Eubea en caso de que los persas se movieran por la costa de dicha región, al mismo tiempo que también les permitía regresar a Artemisio si fuera necesario. En esta situación, los vigías en Eubea podían informar a los aliados si la flota persa efectivamente navegaba por el este de Eubea, de modo que la armada aliada siguió esperando en Calcis. No obstante, es posible que los aliados, que sin duda estaban preocupados por la perspectiva de enfrentar a una flota que los superaba tan ampliamente, hayan reaccionado en forma exagerada.

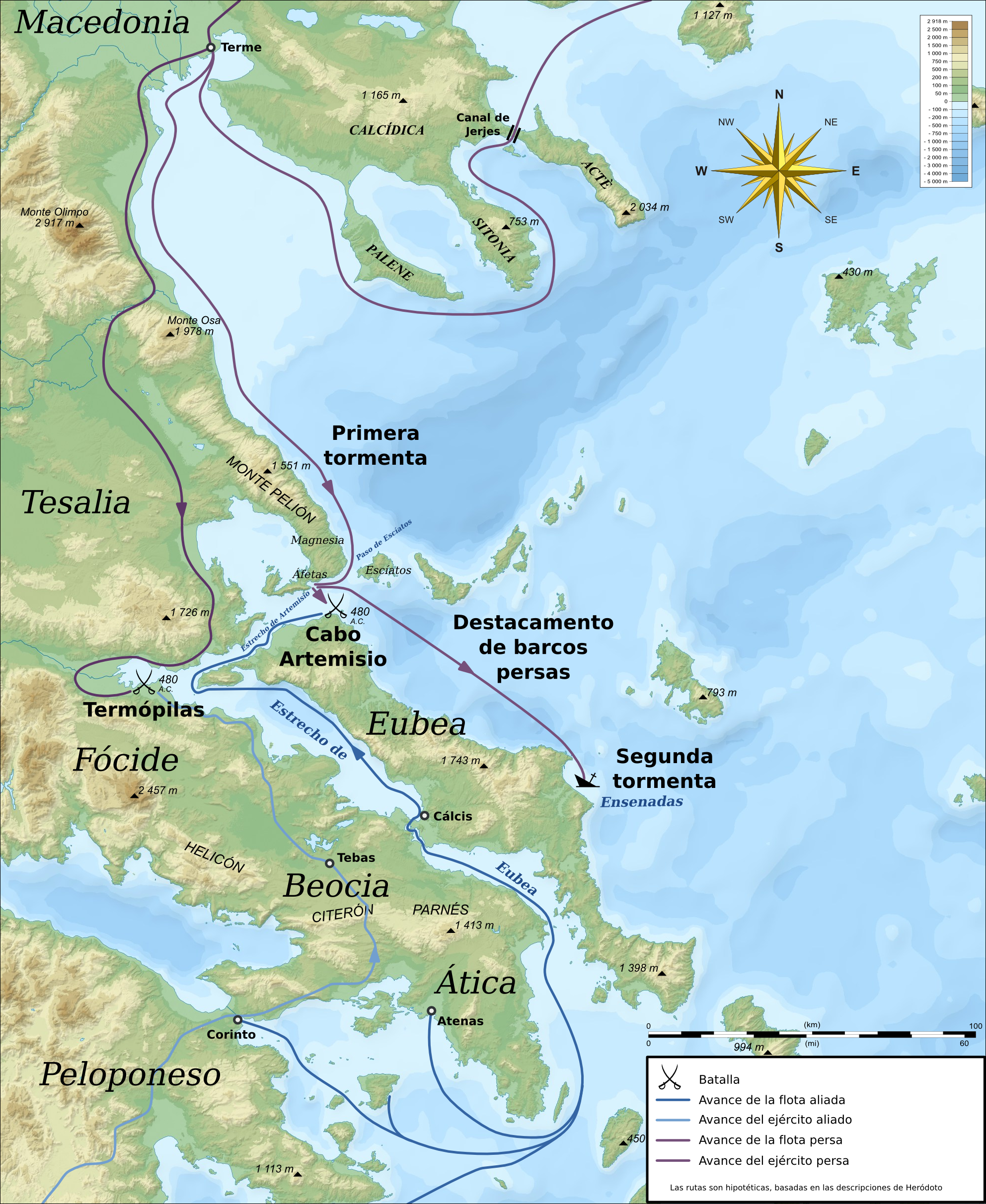
Mapa del avance griego y persa hacia las Termópilas y Artemisio.

Unos diez días más tarde, el ejército persa llegó a las Termópilas; esta información llegó a los aliados en Calcis en un barco capitaneado por Abronquio, quien había sido designado como enlace entre el ejército y la flota. Sin embargo, aún no había señal de la flota enemiga, y el primer día que los persas pasaron en las Termópilas concluyó sin que lanzasen un ataque. Al día siguiente, la flota persa finalmente se aproximó a Artemisio, dirigiéndose hacia el paso de Scíathos (entre la costa de Magnesia y Scíathos), cuando chocaron con una tormenta huracanada que envió a los persas hacia la costa rocosa. La tormenta duró dos días e hizo naufragar aproximadamente a un tercio de los navíos persas. Entretanto, en las Termópilas, el ejército persa seguía esperando que los griegos se dispersaran, por lo que optaron por no atacar durante la tormenta.
Un día después de que la tormenta concluyó, la flota aliada regresó a Artemisio para proteger el flanco del ejército en las Termópilas. Al día siguiente (el quinto desde que los persas llegaron a las Termópilas), el ejército de Jerjes comenzó a atacar a los griegos que bloqueaban el paso. Ese mismo día, la flota persa finalmente atravesó el paso de Scíathos y echó amarras en la costa opuesta a Artemisio, en Áfetas. Según Heródoto, 15 barcos persas se toparon con los aliados y fueron capturados. Pese a que la flota persa había sido claramente disminuida por la tormenta, aún superaban en número a los aliados en una proporción cercana a tres contra uno. Como consecuencia, los aliados contemplaron la posibilidad de retirarse por completo. Los habitantes de Eubea, que no deseaban quedar abandonados a merced de los persas, sobornaron a Temístocles para que intentase que la flota aliada permaneciera en la zona. Ya que la operación conjunta en las Termópilas y Artemisio había sido de su propia autoría, es probable que esto haya sido justamente lo que Temístocles deseaba, y el soborno le permitió a su vez pagar a los almirantes espartano y corintio, Euribíades y Adimanto, para que permanecieran en Artemisio.
Más tarde ese mismo día, un desertor de la flota persa, un griego llamado Escilias de Escíone, nadó hasta el campamento aliado y les transmitió malas noticias: pese a que la mayoría de la armada de Jerjes se encontraba en reparación, los persas habían desplegado 200 barcos que se encontraban en condiciones de navegar para que rodearan la costa de Eubea y cortaran la ruta de escape de la flota aliada. Los persas aún no deseaban atacar a los aliados ya que creían que éstos sencillamente huirían, por lo que pretendían encerrarlos. Los aliados decidieron avanzar y enfrentar al destacamento de 200 navíos para evitar quedar atrapados, pero planearon movilizarse al caer la noche para que los persas no conocieran sus intenciones.
Es muy probable que los aliados supieran que la situación en que se encontraban les ofrecía la oportunidad de destruir una parte de la flota persa. Heródoto no es claro acerca del lugar donde los aliados planeaban chocar contra el destacamento enemigo y sólo señala que decidieron llevar esto a cabo. Existe la posibilidad de que hayan pensado navegar junto al estrecho de Eubea y esperar que el resto de los navíos aliados, que patrullaban las costas del Ática, siguieran a los persas una vez que entrasen al estrecho desde el sur, y entonces los mismos persas se encontrarían atrapados. Otra posibilidad es que los aliados se hayan preparado para emboscar al destacamento persa cuando éste pasaba por Artemisio, en su viaje desde Áfetas. Cualquiera sea el caso, decidieron hacer creer a los persas que tenían programado permanecer en Artemisio. Heródoto también señala que ésta era la oportunidad ideal para evaluar la habilidad marítima y táctica de los persas. Los aliados probablemente esperasen hasta última hora de la tarde para que hubieran pocas posibilidades de verse en medio de un enfrentamiento a gran escala; no deseaban sufrir bajas antes de dirigirse rumbo al destacamento de barcos persas. Estas decisiones llevaron a iniciar la batalla.

### Cronología
La cronología exacta de las batallas de las Termópilas y Artemisio, así como su interrelación, es poco clara. La cronología que aparece abajo representa una reconstrucción estimativa de la línea de tiempo, según la obra de Lazenby y Holland.
| Día       | Acontecimientos |
| -15       | El ejército persa parte desde Terme. |
| circa -13 | La flota persa de reconocimiento llega a Scíathos. Los aliados se retiran a Calcis. |
| -4        | El ejército persa llega a las Termópilas. La flota persa abandona Terme. |
| -3        | Primer día de la tormenta. |
| -2        | Segundo día de la tormenta. |
| -1        | Fin de la tormenta. La flota aliada regresa a Artemisio. |
| 1         | Primer día de los ataques persas a las Termópilas. La flota persa llega a Artemisio. Se envía a un destacamento persa para que rodee Eubea. Primer combate de la batalla de Artemisio. |
| 2         | Segundo día de ambas batallas. |
| 3         | Tercer día de ambas batallas. La retaguardia en las Termópilas es flanqueada y destruida.                                                                                              |

## Flotas

### Flota persa
Heródoto produce una descripción detallada de la flota persa que se congregó en Dorisco durante la primavera de 480 a. C. (véase la tabla de abajo). Sin embargo, luego de que la flota fuera golpeada por la tormenta cerca de la costa de Magnesia, se perdió aproximadamente un tercio de la misma. Por lo tanto, según cálculos de Heródoto, la flota persa habría contado con unos 800 trirremes en la batalla de Artemisio.
| Región          |     | Región                |     | Región   | Cantidad de barcos |
| --------------- | --- | --------------------- | --- | -------- | ------------------ |
| Fenicia y Siria | 300 | Egipto                | 200 | Chipre   | 150                |
| Cilicia         | 100 | Jonia                 | 100 | Ponto    | 100                |
| Caria           | 70  | Eólida                | 60  | Licia    | 50                 |
| Panfilia        | 30  | Dorios del Asia Menor | 30  | Cícladas | 17                 |
|                 |     |                       |     | Total    | 1207               |

Algunos especialistas modernos han aceptado como ciertos estos números, en especial debido a que las fuentes antiguas concuerdan inusualmente en cuanto a ello. Otros autores rechazan aquella cantidad, considerando que 1207 era más bien una referencia de la flota combinada griega en la Ilíada, y teniendo en cuenta que, en general, los persas no podrían haber botado al Egeo más de unos 600 barcos de guerra.

### Flota griega
Heródoto afirma que, en la batalla de Artemisio, la flota griega contó con 280 navíos. Esta flota habría estado compuesta por los siguientes contingentes (los números entre paréntesis corresponden a pentecónteros, el resto de los barcos eran todos trirremes):
| Ciudad          |     | Ciudad   |    | Ciudad  | Cantidad de barcos |
| --------------- | --- | -------- | -- | ------- | ------------------ |
| Atenas          | 127 | Corinto  | 40 | Egina   | 18                 |
| Calcis          | 20  | Megara   | 20 | Sición  | 12                 |
| Esparta         | 10  | Epidauro | 8  | Eretria | 7                  |
| Trecén          | 5   | Estira   | 2  | Ceos    | 2 (2)              |
| Lócrida Opuntia | (7) |          |    | Total   | 271 (9)            |

Los atenienses habían estado construyendo una gran armada desde 483 a. C., aparentemente para conseguir la victoria en su conflicto permanente con Egina. No obstante, es probable que la construcción de barcos, que se realizó bajo el consejo de Temístocles, también tuviese en miras un conflicto futuro con el Imperio persa. Pese a que los atenienses solicitaron inicialmente el comando de la flota aliada, aceptaron que el mismo se le concediera a Euribíades de Esparta para preservar la unidad.

## Cuestiones estratégicas y tácticas
En términos de estrategia, la misión de los aliados era sencilla. La flota debía proteger el flanco del ejército que se encontraba en las Termópilas, mientras procuraba no quedar aislado. Para los persas, la estrategia era igual de simple, aunque con más opciones. Estos necesitaban forzar su paso ya sea por las Termópilas o por Artemisio (dos sitios que los aliados estaban obligados a defender), o flanquear cualquiera de estos lugares. En teoría, era mucho más fácil flanquear el estrecho de Artemisio que las Termópilas, para lo cual debían circunnavegar la costa oriental de Eubea. Existe la posibilidad de que los griegos hayan elegido apostarse en Artemisio con la finalidad de estar preparados para tal intento; de lo contrario, si la estrechez del canal hubiese sido el único factor determinante, los aliados hubieran estado mejor posicionados cerca de la ciudad de Histiea.
Los persas contaban con una ventaja táctica significativa ya que superaban en número a los aliados y tenían barcos con «mejor navegación». Esta «mejor navegación» que menciona Heródoto probablemente se refiera a una habilidad marítima superior por parte de las tripulaciones; la mayoría de los barcos atenienses (y, por consiguiente, de los barcos aliados) eran de construcción reciente y poseían tripulaciones inexperimentadas. Las tácticas navales más frecuentes de la época en la zona del Mediterráneo eran la embestida (los trirremes tenían una especie de ariete en la proa) y el abordaje, por parte de los marineros, que básicamente convertía una batalla naval en una en tierra. En estos tiempos, los persas y los griegos asiáticos habían empezado a utilizar una maniobra conocida con el nombre de diekplous. Pese a que no está del todo claro en qué consistía dicha maniobra, es probable que involucrase navegar dentro de los espacios dejados por la formación enemiga y luego embestir los navíos contrarios desde el costado. Una maniobra de este calibre habría exigido una enorme habilidad marítima, por lo que habría sido más probable que fuera empleada por los persas. Sin embargo, los aliados desplegaron tácticas específicas para contrarrestar algo así.
Heródoto indica que los barcos aliados eran más pesados y, en consecuencia, menos maniobrables. El mayor peso habría reducido aún más las posibilidades de que los barcos aliados utilizaran el diekplous. La causa de este peso mayor es incierto, pero es posible que los barcos aliados fueran más voluminosos en cuanto a su construcción. También es factible que esto se debiera al peso de los marinos hoplitas que llevaban armaduras completas. Puede que, si sus barcos tenían menor maniobrabilidad, los aliados contasen con marineros adicionales a bordo, ya que lanzarse al abordaje habría sido la principal táctica disponible para ellos (al precio de que sus barcos fueran todavía más pesados). De hecho, Heródoto relata que los griegos capturaban a los navíos enemigos y no que los hundían.

## Batalla

### Primer día

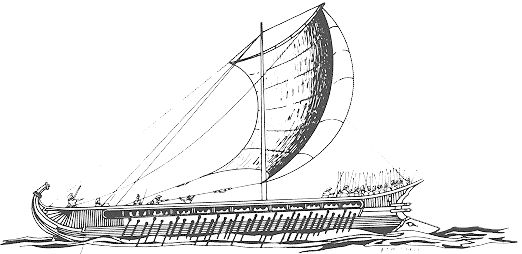
Trirreme griego.

Cuando los persas vieron que la flota aliada se dirigía hacia ellos, decidieron aprovechar la oportunidad y atacar, pese a que el día ya estaba acabando, pensando que obtendrían una victoria fácil, y avanzaron rápidamente sobre la pequeña flota aliada. Sin embargo, los aliados habían planificado una táctica para aquella situación, según la cual pusieron «proa hacia los bárbaros, [y] unieron sus popas en el medio». Generalmente, se considera que esto significa que formaron un círculo, con los arietes apuntando hacia fuera; Tucídides informa que, en la guerra del Peloponeso, las flotas peloponesias adoptaron una formación circular, con sus popas unidas, en dos ocasiones. No obstante, Heródoto en realidad no utiliza la palabra círculo, y Lazenby remarca la dificultad de que 250 barcos formen un círculo (las flotas peloponesias constaban de 30–40 barcos). Por lo tanto, es posible que los aliados se desplegasen en una formación más parecida a una medialuna, con los extremos más atrás para evitar que los navíos persas rodeasen la formación aliada. Cualquiera sea el caso, probablemente la maniobra pretendiera anular la habilidad marítima superior de los persas y, tal vez específicamente, el empleo del diekplous.
Luego de asumir dicha formación al recibir una señal predeterminada, los barcos aliados avanzaron de manera repentina tras emitirse una segunda señal, desplazándose hacia los navíos persas y tomándolos desprevenidos. Con su habilidad marítima incapacitada, los persas salieron mal parados de este encuentro, con 30 de sus barcos capturados o hundidos. Durante la batalla, un barco griego capitaneado por Antidoro de Lemnos se pasó al bando de los aliados. La noche puso fin a la batalla, y los aliados habían logrado mejores resultados de los esperados.
En la noche se desató otra tormenta (probablemente una tormenta eléctrica acompañada con vientos desde el sudeste), lo que impidió que los aliados se dirigieran rumbo al sur para enfrentar al destacamento persa que había sido enviado alrededor de Eubea. Sin embargo, la tormenta también afectó a dicho destacamento, sacándolo de curso y arrojándolo contra las "Ensenadas" de Eubea. Fue así que este grupo perteneciente a la flota persa también naufragó y perdió la mayor parte de los barcos que lo componían.

### Segundo día
Al día siguiente, que también fue el segundo día de la batalla de las Termópilas, la flota persa, que ahora se recuperaba de dos tormentas, rehusó atacar a los aliados y, en cambio, se dedicó a recuperar la capacidad náutica de sus barcos. La noticia del naufragio en las cercanías de Eubea llegó a oídos de los aliados ese mismo día, junto con un refuerzo de 53 navíos atenienses.
Los aliados volvieron a esperar hasta el atardecer para atacar a una patrulla de barcos cilicios y, luego de destruirlos, se retiraron mientras caía la noche. Es posible que aquellos barcos hubiesen sido supervivientes del destacamento que habían estado navegando alrededor Eubea, o tal vez hubieran estado anclados en un puerto aislado.

### Tercer día
El tercer día de la batalla, la flota aliada atacó a los persas con todas sus fuerzas. Al ver que los enemigos se congregaban, los aliados intentaron bloquear el estrecho de Artemisio lo mejor posible y esperaron que los persas atacasen. Estos formaron un semicírculo con sus barcos y procuraron encerrar a la flota aliada, que avanzó iniciando la batalla. El enfrentamiento se prolongó todo el día, y los aliados se esforzaron por defender su posición. Cuando las flotas al fin se separaron al llegar la noche, ambos bandos habían sufrido bajas aproximadamente iguales. Sin embargo, al ser menor, la flota aliada no podía permitirse tales bajas; la mitad de los barcos atenienses (el mayor contingente dentro de la flota) estaban dañados o perdidos.
Los aliados regresaron a Artemisio, donde evaluaron que seguramente no podrían mantener su posición un día más a causa de las pérdidas sufridas. En consecuencia se inició un debate acerca de si debían retirarse de Artemisio mientras aguardaban noticias de las Termópilas. Temístocles ordenó a sus hombres que mataran y asaran a los rebaños de Eubea para que no cayeran en manos de los persas. Abronquio llegó con el barco que hacía las veces de enlace desde las Termópilas y relató la destrucción de la retaguardia aliada en las Termópilas. Puesto que conservar el estrecho de Artemisio ya no servía a ningún propósito estratégico, y dadas sus bajas, la flota decidió la evacuación inmediata.

## Resultado
Un bote de Histiea alertó a los persas sobre la retirada de los griegos, pero no lo creyeron al principio. Tras enviar algunos barcos para ver si esto era cierto y descubrir que así era, la flota entera se dirigió a Artemisio por la mañana. A continuación, los persas navegaron hacia Histiea y saquearon la región circundante.
La flota aliada se trasladó a Salamina, cerca de la costa del Ática, para ayudar con la evacuación de los atenienses que quedaban allí. Durante el trayecto, Temístocles dejó inscripciones en todas la fuentes de agua en que sus enemigos pudieran llegar a detenerse. Estas inscripciones estaban dirigidas a los griegos jonios que tripulaban navíos persas y en ellas se les exhortaba a desertar en favor de la causa aliada. Según Heródoto, el mensaje era el siguiente:

Varones jonios, no obráis bien en hacer guerra a vuestros padres y mayores, ni en reducir la Grecia a servidumbre. La razón quiere que os pongáis de parte nuestra. Y si no tenéis ya en vuestra mano hacerlo así, por lo menos podéis aun ahora retiraros vosotros mismos de la armada que nos persigue, y pedir a los carios que hagan lo que os vieren hacer; y si ni lo uno ni lo otro pudiereis ejecutar por hallaros tan agobiados con ese yugo, y tan estrechamente atados que no podáis levantaros contra el persa, lo que sin falta podréis hacer es, que entrando en algún combate, os lo estéis mirando con vigilante descuido, teniendo presente que sois nuestros descendientes y sois aún la causa del odio que desde el principio nos cobró ese bárbaro.

Luego de la batalla de las Termópilas, el ejército persa incendió y saqueó las ciudades beocias que no se habían sometido al imperio, Platea y Tespias, y después marcharon sobre la evacuada Atenas. Mientras tanto, los aliados (en su mayor parte peloponesios) se prepararon para defender el istmo de Corinto demoliendo el único camino que lo atravesaba y construyendo una muralla para obstruir el paso. Al igual que en las Termópilas, el éxito de dicha estrategia dependía de que la armada aliada efectuara un bloqueo simultáneo, impidiendo la tránsito de los barcos persas por el golfo Sarónico, para que las tropas no pudiesen desembarcar directamente en el Peloponeso. No obstante, en lugar de un simple bloqueo, Temístocles convenció a los aliados de intentar lograr una victoria decisiva sobre la flota persa. Tras atraer a la armada enemiga al estrecho de Salamina en el mes de septiembre, la flota aliada consiguió destruir a la mayor parte de los barcos persas, lo que prácticamente puso fin a la amenaza que se cernía sobre el Peloponeso.
Temiendo que los griegos atacasen los puentes que atravesaban el Helesponto y atraparan a su ejército en Europa, Jerjes retrocedió a Asia junto con la mayor parte de sus hombres. De todas formas, antes de partir el emperador dejó una fuerza selecta bajo el mando de Mardonio para que completara la conquista el año siguiente. Sin embargo, presionados por Atenas, los aliados peloponesios finalmente aceptaron poner a prueba a Mardonio y obligarlo a batallar, para lo que marcharon sobre el Ática. Mardonio se retiró hacia Beocia con la intención de atraer a los griegos a terreno abierto, y ambos bandos acabaron por encontrarse cerca de la ciudad de Platea. Allí, la batalla celebrada en agosto de 479 a. C. concedió al ejército griego una victoria decisiva después de destruir a gran parte del ejército enemigo, lo que puso fin a la invasión a Grecia. Casi al mismo tiempo, en la batalla naval de Mícala, los griegos aniquilaron a la mayoría de los remanentes de la flota persa, con lo que redujeron la posibilidad de una nueva invasión.

## Importancia
En sí misma, la batalla de Artemisio fue relativamente insignificante. Los aliados no pudieron vencer a la armada persa ni evitar que esta siguiera avanzando por las costas de Grecia. Por otra parte, los persas tampoco destruyeron a la flota griega ni consiguieron disminuirla de manera irreparable. En consiguiente, el resultado de la batalla no fue decisivo, lo que no complació a ninguno de los bandos.
No obstante, dentro del contexto más amplio de las guerras médicas, la batalla fue sumamente importante para los aliados. Estos habían demostrado su capacidad para hacer frente a la flota persa, e incluso salieron victoriosos en algunos enfrentamientos. Para muchos tripulantes aliados, esta fue su primera batalla, y la experiencia obtenida resultó invaluable en la posterior batalla de Salamina. Además, combatir contra los persas en Artemisio permitió que los almirantes griegos estudiaran el desempeño de la flota invasora y les dio el conocimiento necesario sobre cómo podrían derrotarla. Asimismo, los acontecimientos previos y durante Artemisio fueron cruciales para disminuir el tamaño de la flota persa (aunque esto no se debiera exclusivamente a acciones militares), de modo que las probabilidades de los aliados en la batalla de Salamina no fueron tan escasas. En palabras del poeta Píndaro, Artemisio fue «el sitio donde los hijos de Atenas establecieron la piedra fundacional de la libertad».